# Jeffrey Dahmer
Jeffrey Lionel Dahmer (West Allis, Wisconsin, 21. svibnja 1960. – Portage, Wisconsin, 28. studenoga 1994.) bio je zloglasni američki višestruki ubojica. 
Tijekom 70-ih, 80-ih i 90-ih godina dvadesetog stoljeća počinio je veći broj ubojstva i silovanja. Tijekom svojih zločina također je činio djela nekrofilije, kanibalizma i trajnog čuvanja dijelova tijela svojih žrtava. Za svoje zločine Dahmer je 15. veljače 1992. osuđen na petnaest doživotnih kazni u zatvoru.  Nakon otkrivanja dodatnih ubojstava koje je počinio u Ohiju tijekom 1978. godine osuđen je na šesnaestu doživotnu kaznu. Dana 28. studenoga 1994. godine u zatvoru ga je ubio drugi zatvorenik.  

## Modus operandi
Svih 17 žrtava Dahmerovih ubojstava uglavnom su bili dječaci, adolescenti ili odrasli, uglavnom homoseksualci afroameričkog ili azijskog porijekla. Serijski ubojica namamio bi ih blizu mjesta gdje se susreću homoseksualci pretvarajući se da je fotograf koji traži modele, pod izlikom gledanja pornografskih filmova i zajedničkog pića ili predlažući spolne odnose. Žrtve su u većini slučajeva bile omamljene i ubijene davljenjem. Samo je jedna od njih izbodena, nakon primjene narkotika. Nad žrtvama se ponekad nekrofilski iživljavao i na kraju ih razrezao pilom. Cijelu operaciju Dahmer bi dokumentirao fotografijama koje su ilustrirale svaki korak. Organi uklonjeni iz tijela bili bi pohranjeni u zamrzivaču kao hrana, otopljeni u kiselini ili stavljeni u formaldehid. Neke je glave kuhao da bi uklonio meso, ostavljajući golu lubanju  koju bi obojao kako bi izgledala kao plastika. Dahmer bi također podvrgnuo neke žrtve pokusima lobotomije, ubrizgavajući im klorovodičnu kiselinu ili kipuću vodu u mozak kroz rupe izbušene u lubanji, s očitom svrhom stvaranja zombija i izazivanjem smrti nesretnika.

### Žrtve
| Ime                          | Dob | Datum smrti         |
| ---------------------------- | --- | ------------------- |
| Steven Mark Hicks            | 18  | 18. lipnja 1978.    |
| Steven Walter Tuomi          | 24  | 20. studenoga 1987. |
| James Edward Doxtator        | 14  | 16. siječnja 1988.  |
| Richard Guerrero             | 25  | 24. ožujka 1988.    |
| Anthony Lee Sears            | 26  | 25. ožujka 1989.    |
| Raymond Lamont Smith         | 33  | 20. svibnja 1990.   |
| Edward Warren Smith          | 27  | 14. lipanj 1990.    |
| Ernest Marquez Miller        | 22  | 2. rujna 1990.      |
| David Courtney Thomas        | 22  | 24. rujna 1990.     |
| Curtis Durrell Straughter    | 17  | 18. veljače 1991.   |
| Errol Lindsey                | 19  | 7. travnja 1991.    |
| Tony Anthony Hughes          | 31  | 24. svibnja 1991.   |
| Konerak Sinthasomphone       | 14  | 27. svibnja 1991.   |
| Matt Cleveland Turner        | 20  | 30. lipnja 1991.    |
| Jeremiah Benjamin Weinberger | 23  | 5. srpnja 1991.     |
| Oliver Joseph Lacy           | 24  | 15. srpnja 1991.    |
| Joseph Arthur Bradehoft      | 25  | 19. srpnja 1991.    |